# Női 3 méteres szinkronugrás a 2015-ös úszó-világbajnokságon
A 2015-ös úszó-világbajnokságon a műugrás női szinkron 3 méteres versenyszámának selejtezőjét július 25-én délelőtt, a döntőjét pedig kora este rendezték meg a Kazan Arenában.
A viadal döntőjében – az ugrásaira összesen 351,30 pontot begyűjtő – kínai Si Ting-mao, Vu Min-hszia kettős végzett az élen, így ebben a számban sorozatban nyolcadszor született kínai vb-győzelem. Mögöttük Jennifer Abel, Pamela Ware kanadai duó zárt a második helyen 319,47-dal, az ausztrál Samantha Mills és Esther Qin pedig a harmadikon 304,20-szal.
Gondos Flóra és Kormos Villő csak két párost tudott megelőzni a selejtezőben, így nem jutott döntőbe, és – a 19 párost felvonultató mezőnyben 229,92 ponttal – a 17. helyen végzett.

## Versenynaptár
Az időpontok helyi idő szerint olvashatóak (GMT +03:00).
| Dátum                     | Időpont | Forduló   |
| ------------------------- | ------- | --------- |
| 2015. július 25., szombat | 10:00   | Selejtező |
| 2015. július 28., szombat | 19:30   | Döntő     |

## Eredmény
Zölddel kiemelve a döntőbe jutottak
| #  | Versenyző                               | Ország                        | Selejtező | Selejtező | Döntő  | Döntő   |
| #  | Versenyző                               | Ország                        | Pontok    | Rangsor   | Pontok | Rangsor |
| -- | --------------------------------------- | ----------------------------- | --------- | --------- | ------ | ------- |
|    | Si Ting-mao Vu Min-hszia                | Kína (CHN)                    | 312,90    | 1         | 351,30 | 1       |
|    | Jennifer Abel Pamela Ware               | Kanada (CAN)                  | 302,01    | 2         | 319,47 | 2       |
|    | Samantha Mills Esther Qin               | Ausztrália (AUS)              | 291,90    | 3         | 304,20 | 3       |
| 4  | Anasztaszija Negyobiga Viktorija Keszar | Ukrajna (UKR)                 | 281,49    | 6         | 302,85 | 4       |
| 5  | Tania Cagnotto Francesca Dallapé        | Olaszország (ITA)             | 280,77    | 7         | 302,43 | 5       |
| 6  | Nagyezsda Bazsina Krisztina Ilinih      | Oroszország (RUS)             | 282,60    | 5         | 297,30 | 6       |
| 7  | Arantxa Chávez Melany Hernández         | Mexikó (MEX)                  | 273,93    | 10        | 296,19 | 7       |
| 8  | Ng Yan Yee Nur Dhabitah Sabri           | Malajzia (MAS)                | 274,11    | 9         | 294,66 | 8       |
| 9  | Abigail Johnston Laura Ryan             | USA (USA)                     | 275,40    | 8         | 292,50 | 9       |
| 10 | Alicia Blagg Rebecca Gallantree         | Egyesült Királyság (GBR)      | 287,40    | 4         | 286,86 | 10      |
| 11 | Tina Punzel Nora Subschinski            | Németország (GER)             | 265,50    | 12        | 278,40 | 11      |
| 12 | Uschi Freitag Inge Jansen               | Hollandia (NED)               | 273,60    | 11        | 276,90 | 12      |
|    |                                         |                               |           |           |        |         |
| 13 | Kim Szudzsi Kim Nami                    | Dél-Korea (KOR)               | 252,66    | 13        |        |         |
| 14 | Jeniffer Fernández Luisa Jiménez        | Puerto Rico (PUR)             | 249,24    | 14        |        |         |
| 15 | Nicole Gillis Julia Vincent             | Dél-afrikai Köztársaság (RSA) | 237,93    | 15        |        |         |
| 16 | Taina Karvonen Iira Laatunen            | Finnország (FIN)              | 230,88    | 16        |        |         |
| 17 | Gondos Flóra Kormos Villő               | Magyarország (HUN)            | 229,92    | 17        |        |         |
| 18 | Tammy Takagi Juliana Veloso             | Brazília (BRA)                | 228,87    | 18        |        |         |
| 19 | Maja Borić Marcela Marić                | Horvátország (CRO)            | 223,89    | 19        |        |         |